# Мерениј де Сус (Телеорман)
Мерениј де Сус (рум. Merenii de Sus) насеље је у Румунији у округу Телеорман у општини Мерени. Oпштина се налази на надморској висини од 86 m.

## Становништво
Према подацима из 2002. године у насељу је живело 1357 становника, од којих су сви румунске националности.